# Zeche Glücksburg (Brenschede)
Die Zeche Glücksburg ist ein ehemaliges Steinkohlenbergwerk in Bochum-Brenschede. Die Zeche war eine Kleinzeche und war aus der Umbenennung der Zeche Hahnefeld entstanden. Die Zeche lag an der Stiepeler Straße und war nur wenige Jahre in Betrieb. Die Zeche ist nicht identisch mit der gleichnamigen Zeche Glücksburg in Bochum.

## Bergwerksgeschichte
Die Zeche wurde am 1. Dezember des Jahres 1951 unter dem Namen Zeche Hahnefeld in Betrieb genommen. Besitzer des Stollens war die Firma Bohmke & Beckmann, später übernahm Gustav Hahnefeld das Bergwerk. Am 31. März des Jahres 1952 wurde der bisherige Stollen aufgegeben. Am 1. Mai desselben Jahres wurde der Stollen der Zeche Roth übernommen. Diese Zeche war ebenfalls eine Kleinzeche, die am 1. Dezember des Jahres 1951 in Betrieb genommen worden war, ob es hier aber zu nennenswerten Abbautätigkeiten kam, ist aus den Unterlagen nicht ersichtlich. Im Jahr 1953 wurde auf der Zeche
Hahnefeld mit 47 Bergleuten eine Förderung von 12.572 Tonnen Steinkohle erbracht. Am 1. Juni des Jahres 1954 erfolgte die Umbenennung in Zeche Glücksburg. Im Jahr 1956 wurde mit 75 Bergleuten die maximale Förderung des Bergwerks erbracht, sie betrug 21.712 Tonnen Steinkohle. Am 13. März des Jahres 1958 wurde die Zeche Glücksburg stillgelegt.